# ازگنین سفلی

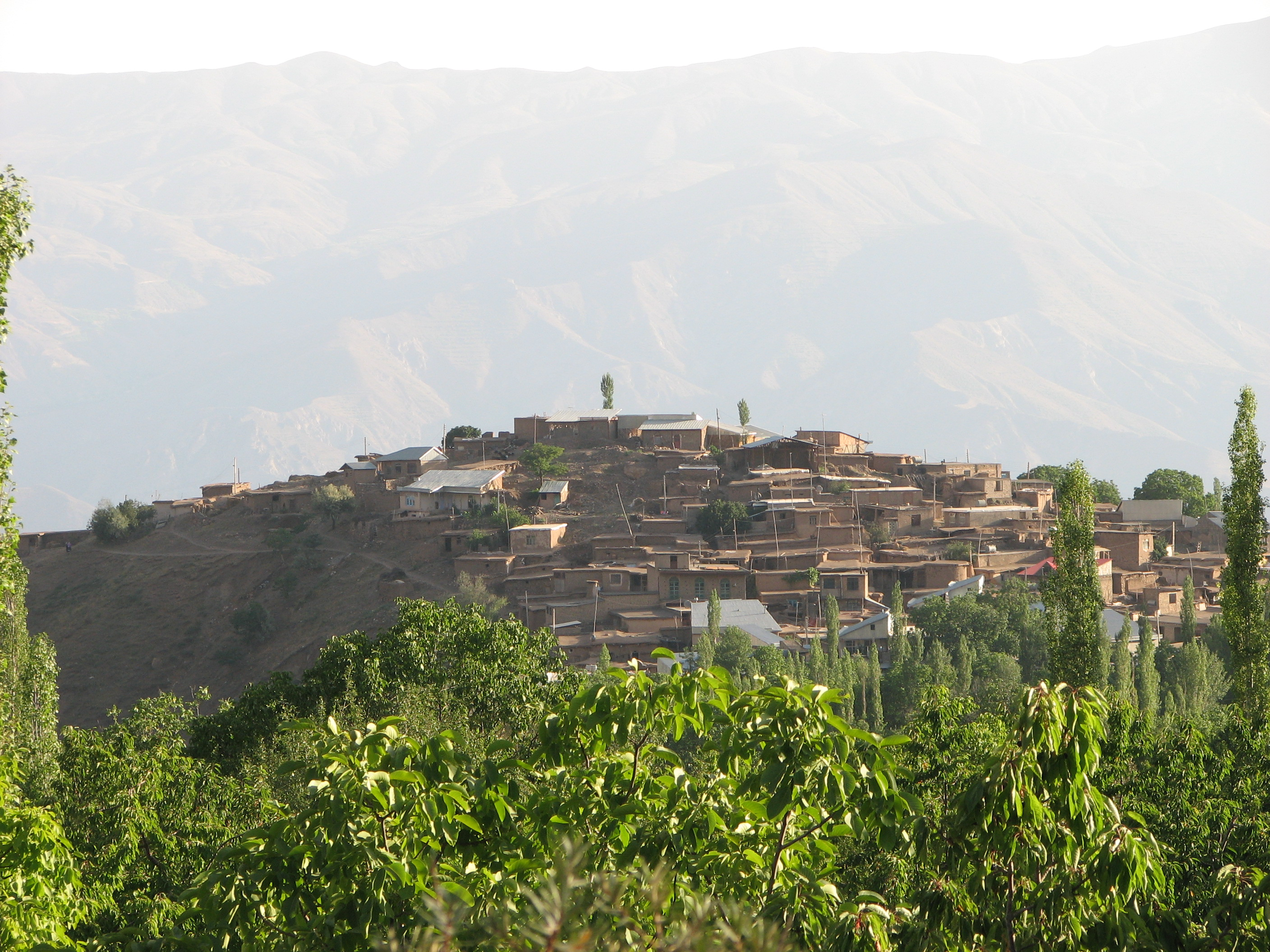
چشم‌انداز روستای ازگنین.

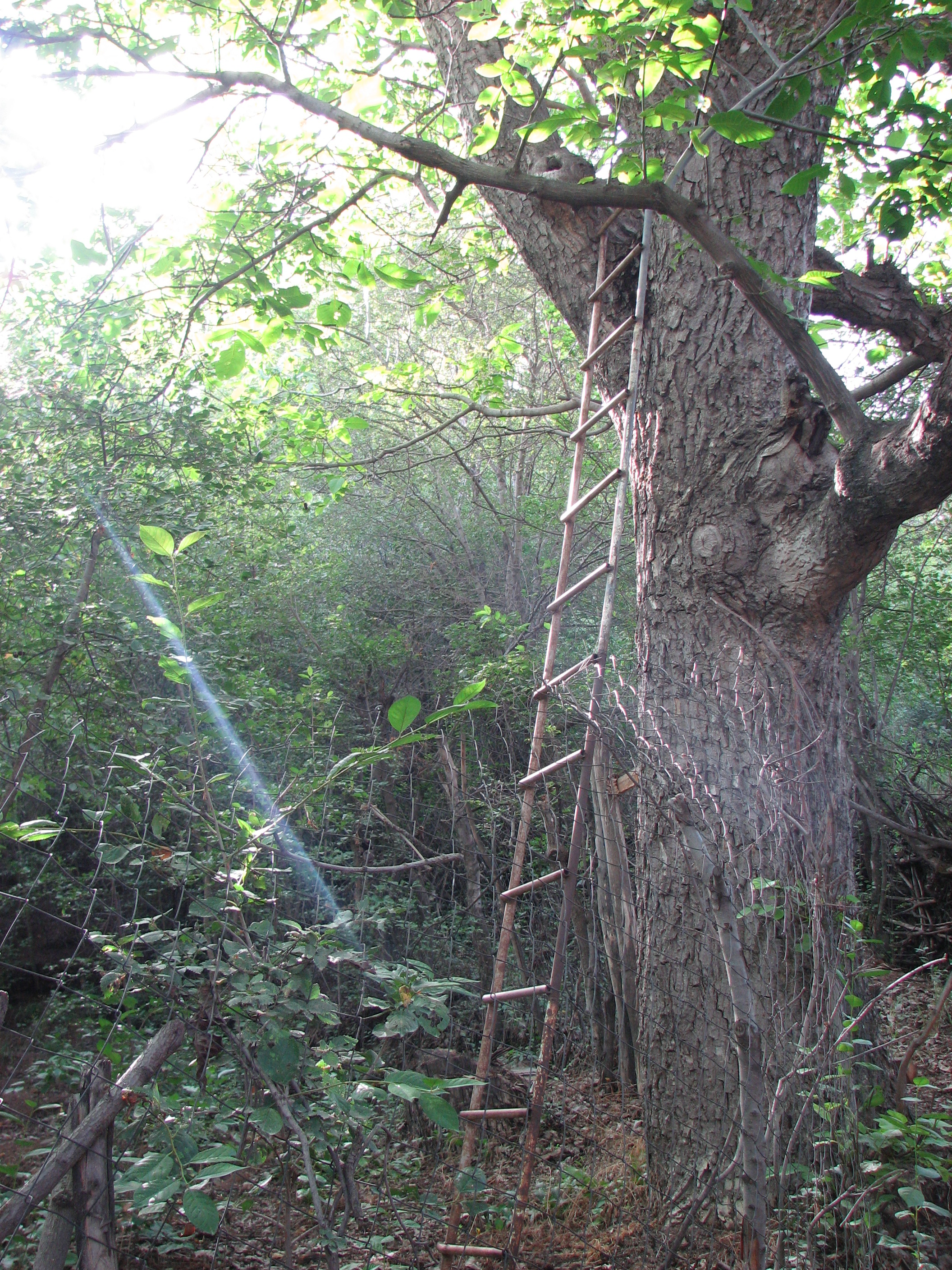
باغی در ازگنین.

اِزگِنین سفلی یکی از روستاهای بخش رودبار شهرستان در رشته کوه البرز در شمال شهرستان قزوین به‌شمار می‌رود. رودبار شهرستان و رودبار الموت، منطقه کوهستانی و تاریخی معروف رودبار الموت را تشکیل می‌دهند که طی سال‌های گذشته به دو بخش تقسیم شدند.
این روستا دارای آب و هوای سرد و خشک است. از جنوب غرب به روستای وشته، از جنوب شرق به روستاهای اویرک و گرمارود، از شرق به روستاهای اوان و زرآباد، زواردشت و وربن، از شمال شرقی به ازگنین علیا و از غرب به کلمین منتهی می‌شود.
زبان آن‌ها تاتی، دین آن‌ها اسلام و شیعه و کار و پیشه شان، باغداری و دامداری و کشاورزی است.
آب آشامیدنی مردم ازگنین از چشمه چاخانی و از طریق لوله‌کشی تأمین می‌شود.
محصولات عمده این روستا، فندق و گردو، گیلاس و آلبالو می‌باشد.
در شهریور ماه سال ۱۳۹۷ و همزمان با هفته دولت، پروژه‌های گازرسانی به این روستا و ۱۷ روستای دیگر الموت غربی و شرقی به بهره‌برداری رسید. (پروژه گازرسانی این روستا درآبان ۱۳۹۸به بهره‌برداری رسید)

## راه دسترسی
راه دسترسی به این روستا به طول ۶۳ کیلومتر و آسفالته بوده و از میدان مینودر قزوین به روستای رزجرد و از آنجا به رجایی دشت، وشته و روستای ازگنین سفلی (پایین) می‌باشد.

## جمعیت
این روستا در دهستان رودبار محمد زمانی قرار داشته و براساس سرشماری سال ۱۳۸۵جمعیت آن ۲۹۱ نفر (۹۶ خانوار) بوده‌است.

## وجه تسمیه
«اِسَـگیلَـه / اِزاگیلا» نام نیایشگاه بزرگ مردوک یا خدای بزرگ است. این نام شباهت فراوانی با نام نیایشگاه ایرانی اِزَگین در «اَرَتـَه» دارد که در حماسهٔ سومری «اِنمِـرکار و فرمانروای اَرَته» بازگو شده‌است. آقای «جهانشاه درخشانی» در «آریاییان، مردم کاشی و دیگر ایرانیان» (تهران، ۱۳۸۲، ص ۵۰۷)، اِزَگین را به معنای سنگ لاجورد می‌داند. از سوی دیگر «کاسیان» نیز رنگ آبی را رنگ خداوند به‌شمار می‌آوردند و «کاشـّو / کاسـّو»، نام خدای بزرگ آنان به معنای «رنگ آبی» است. امروزه همچنان واژهٔ «کاس» برای رنگ آبی در گویش‌های محلی بکار می‌رود. نکته قابل توجه در مورد وجه تسمیه نام این روستا وجود معادن کهن مس و همچنین آثار وجود سنگ لاجورد در اطراف این روستا است.

## مراکز آموزشی
- دبستان شهید قاسم برخورداری[۵][۶]

## ورزش
این روستا از مراکز مطرح تیراندازی در کشور بوده و تعدادی ملی پوش در این رشته داشته‌است.